# Portico di Caserta
Portico di Caserta ist eine italienische Gemeinde (comune) mit 7729 Einwohnern (Stand 31. Dezember 2024) in der Provinz Caserta in Kampanien. Die Gemeinde liegt etwa 4,5 Kilometer südwestlich von Caserta.

## Verkehr
Die nächsten Bahnhöfe befinden sich in den Nachbargemeinden Recale und Macerata Campania.